# Eudonia luminatrix
Eudonia luminatrix là một loài bướm đêm trong họ Crambidae.